# 1962 en littérature
| Années de la littérature : 1959 - 1960 - 1961 - 1962 - 1963 - 1964 - 1965    |
| Décennies de la littérature : 1930 - 1940 - 1950 - 1960 - 1970 - 1980 - 1990 |

Cet article présente les faits marquants de l'année 1962 en littérature.

## Événements
- Célébrations en France du tricentenaire de la mort de Blaise Pascal, sous les auspices d'une commission nationale présidée par Daniel-Rops et le haut-patronage du général de Gaulle :
  - Exposition « Blaise Pascal » à la Bibliothèque Nationale de France
  - Cycle de conférences à l'Institut Catholique de Paris, à la faculté des sciences de Paris et à l'Institut : exposés de Lafuma, J. Mesnard, R. de Possel etc.
- Création au Canada des Presses de l'Université de Montréal (PUM).

## Parutions

### Essais
- Raymond Aron, Dix-huit leçons sur la société industrielle (décembre).
- Émile Copfermann, La génération des Blousons Noirs, éd. Maspero.
- Georges Bénézé, Généreux Alain, Pr. Univ. de France
- Gilles Deleuze (philosophe), Nietzsche et la Philosophie, éd. Presses universitaires de France.
- Pierre et Ilse Garnier, L'Expressionnisme allemand (essai suivi d'un choix de textes, bilingue allemand/français pour les poèmes), collection Connaissez-vous ?, André Silvaire.
- Eugène Ionesco, Notes et contre-notes.
- Thomas Samuel Kuhn (historien et philosophe américain), La Structure des révolutions scientifiques.
- Claude Lévi-Strauss, La Pensée sauvage.
- Julius Nyerere, Ujamaa, la base du socialisme africain.
- Jean-Pierre Vernant (historien), Les Origines de la pensée grecque (octobre).
- Marguerite Yourcenar, Sous bénéfice d'inventaire.
- Rachel Carson, Silent Spring (traduction française en 2009 : Printemps silencieux).

### Poésie
- André Frénaud, Il n'y a pas de paradis
- Saint-John Perse (en collaboration avec Georges Braque), Oiseaux

### Publications
- Michel Droit, La Camargue, photographies de Michèle Brabo et Serge Holtz, éd. Arthaud (avril), 180 pages.

### Romans

#### Auteurs francophones
- Jean Amila, Jusqu'à plus soif (mai).
- Jean-Louis Curtis, Cygne sauvage, éd. Julliard.
- Françoise d'Eaubonne, L'échiquier du temps (Hachette)
- Witold Gombrowicz, La Pornographie (juin).
- Henri Vincenot,  À rebrousse-poil.

#### Auteurs traduits
- Anthony Burgess, L'Orange mécanique.
- Truman Capote (américain), Petit Déjeuner chez Tiffany, publication en France (janvier).
- Philip K. Dick, Le Maître du Haut Château.
- William Faulkner (américain), Les Larrons.
- Carlos Fuentes (mexicain), La Mort d'Artemio Cruz.
- Shirley Jackson (américain), Nous avons toujours vécu au château.

## Théâtre
- 19 février : En pleine guerre froide, le dramaturge suisse Friedrich Dürrenmatt publie sa pièce qui deviendra un grand classique : « Les Physiciens ».
- 14 avril : Mon Faust, pièce de Paul Valéry.
- 30 mai : La Fourmi dans le corps, pièce de Jacques Audiberti.
- 20 novembre : Le Journal d’un fou, pièce de Gogol, est créée à Paris.
- 15 décembre : Création à l'Alliance française, de la pièce d'Eugène Ionesco « Le roi se meurt »

## Récompenses et prix littéraires
- 24 octobre : John Steinbeck, prix Nobel de littérature.
- Prix Goncourt : Anna Langfus pour Les Bagages de sable
- Prix Femina : Le Sud d'Yves Berger
- Prix Médicis : Derrière la baignoire de Colette Audry
- Prix Renaudot : Le Veilleur de nuit de Simone Jacquemard
- Prix Interallié : Les Pianos mécaniques d'Henri-François Rey
- Grand prix du roman de l'Académie française : La Prison maritime de Michel Mohrt
- Prix des libraires : La Foi et la Montagne de Jean Anglade
- Prix des Deux Magots : Le Notaire des Noirs de Loys Masson
- Grand prix de littérature du Conseil nordique : Eyvind Johnson, Le Temps de Sa grâce.
- Voir la liste des Prix du Gouverneur général 1962.

## Principales naissances
- 4 janvier : Harlan Coben, écrivain américain de romans policiers.
- 17 janvier : Sebastian Junger, journaliste et écrivain américain.
- 26 janvier : Olga Tokarczuk, femme de lettres polonaise.
- 31 janvier : Will McIntosh, écrivain américain de science-fiction.
- 8 février : Malorie Blackman, écrivaine britannique de littérature jeunesse.
- 21 février :
Chuck Palahniuk, journaliste et romancier satirique américain.
David Foster Wallace, écrivain américain (mort en 2008).
- 30 mars : Yōko Ogawa, romancière japonaise.
- 31 mars : Michal Viewegh, romancier tchèque.
- 13 avril : Chris Riddell, écrivain britannique de littérature jeunesse.
- 4 août : Jáchym Topol, écrivain tchèque.
- 10 août : Suzanne Collins, écrivaine américaine de science-fiction.
- 27 août : Sjón, artiste, écrivain et intellectuel islandais.
- 10 octobre : Héloïse d'Ormesson, éditrice française, fondatrice des éditions Héloïse d'Ormesson.
- 19 octobre : Tracy Chevalier, écrivaine américaine de romans historiques.
- 28 octobre : Mark Haddon, illustrateur, romancier, dramaturge et poète britannique.

- 12 novembre :

Neal Shusterman, romancier, poète et scénariste américain.
Naomi Wolf, romancière et journaliste politique américaine.
- 22 novembre : Victor Pelevine, écrivain russe.
- 14 décembre : Kathleen Vereecken, auteure belge de livres pour enfants.

Date indéterminée
- Choi Seung-ja, poète sud-coréenne.
- Jean Barbe, écrivain québécois.

## Principaux décès
- 17 janvier : Gerrit Achterberg, écrivain néerlandais (° 20 mai 1905).
- 20 janvier : Robinson Jeffers, écrivain américain (° 10 janvier 1887).
- 24 janvier : Ahmet Hamdi Tanpınar, écrivain turc (° 23 juin 1901).

- 24 février : Hu Shi, écrivain chinois (° 17 décembre 1891).
- 28 février : Julio Camba, écrivain et journaliste espagnol (° 16 décembre 1882).

- 3 mars : Pierre Benoit, écrivain français, membre de l'Académie française (° 16 juillet 1886).

- 1er avril : Michel de Ghelderode, auteur dramatique, chroniqueur et épistolier belge d'origine flamande et d'expression française (° 3 avril 1898).
- 24 avril : Emilio Prados, poète espagnol (° 4 mars 1898).

- 2 juin : Vita Sackville-West, écrivaine britannique (° 9 mars 1892).

- 6 juillet : William Faulkner, écrivain américain (° 25 septembre 1897).
- 8 juillet : Georges Bataille, écrivain français (° 10 septembre 1897).
- 21 juillet : George Macaulay Trevelyan, écrivain britannique (° 16 février 1876).

- 9 août : Hermann Hesse, écrivain suisse (° 2 juillet 1877).

- 3 septembre : E. E. Cummings, écrivain américain (° 14 octobre 1894).
- 7 septembre : 
  - Eiji Yoshikawa, écrivain japonais (° 11 août 1892).
  - Karen Blixen, écrivaine danoise (° 17 avril 1885).
- 21 septembre : Ouyang Yuqian, écrivain chinois (° 12 mai 1889).
- 22 septembre : 
  - Jean-René Huguenin, écrivain français (° 1er mars 1936).
  - Emmanuil Kazakevitch, écrivain et poète soviétique (° 24 février 1913).
- 23 septembre : Patrick Hamilton, écrivain britannique (° 17 mars 1904).
- 29 septembre : Roger Nimier, écrivain français (° 31 octobre 1925).

- 16 octobre : Gaston Bachelard, philosophe français (° 27 juin 1884).

- 3 décembre : Mary Gilmore, écrivaine australienne (° 16 août 1865).
- 12 décembre : Pagu, écrivaine brésilienne (° 9 juin 1910).